# Rio Călugăru Mic
O Rio Călugăru Mic é um rio da Romênia, afluente do Putna, localizado no distrito de Harghita.